# Bộ Chính trị Ban Chấp hành Trung ương Đảng Xã hội chủ nghĩa thống nhất Đức khóa VIII (1971–1976)
Bộ Chính trị Ban Chấp hành Trung ương Đảng Xã hội chủ nghĩa thống nhất Đức khóa VIII (1971–1976) được bầu tại Hội nghị Trung ương lần thứ nhất của Ban chấp hành Trung ương Đảng Xã hội chủ nghĩa thống nhất Đức khóa VIII được tổ chức ngày 19/6/1971.

## Ủy viên chính thức
| STT | Họ tên                         | Chức vụ đảm nhiệm                                                                       | Chức vụ đảm nhiệm | Ghi chú                                 |
| STT | Họ tên                         | Chức vụ                                                                                 | Nhiệm kỳ          | Ghi chú                                 |
| --- | ------------------------------ | --------------------------------------------------------------------------------------- | ----------------- | --------------------------------------- |
| 1   | Hermann Axen (1916-1992)       | Bí thư Trung ương Đảng                                                                  | 6/1971-5/1976     |                                         |
| 2   | Friedrich Ebert (1894-1979)    | Phó Chủ tịch Hộ đồng Nhà nước                                                           | 6/1971-5/1976     |                                         |
| 3   | Gerhard Grüneberg (1921-1981)  | Bí thư Trung ương Đảng                                                                  | 6/1971-5/1976     |                                         |
| 4   | Kurt Hager (1912-1998)         | Bí thư Trung ương Đảng                                                                  | 6/1971-5/1976     |                                         |
| 5   | Erich Honecker (1912-1994)     | Bí thư thứ nhất Trung ương Đảng; Chủ tịch Hội đồng Quốc phòng                           | 6/1971-5/1976     |                                         |
| 6   | Werner Krolikowski (1928-)     | Bí thư thứ nhất Tỉnh ủy Dresden                                                         | 6/1971-10/1973    |                                         |
| 6   | Werner Krolikowski (1928-)     | Ủy viên Hội đồng Quốc phòng; Bí thư Trung ương Đảng                                     | 10/1973-5/1976    |                                         |
| 7   | Werner Lamberz (1929-1978)     | Bí thư Trung ương Đảng                                                                  | 6/1971-5/1976     |                                         |
| 8   | Günter Mittag (1926-1994)      | Bí thư Trung ương Đảng                                                                  | 6/1971-10/1973    |                                         |
| 8   | Günter Mittag (1926-1994)      | Phó Chủ tịch thứ nhất Hội đồng Bộ trưởng                                                | 10/1973-5/1976    |                                         |
| 9   | Erich Mückenberger (1910-1998) | Chủ tịch Ủy ban Kiểm tra Trung ương Đảng                                                | 6/1971-5/1976     |                                         |
| 10  | Alfred Neumann (1909-2001)     | Ủy viên Hội đồng Quốc phòng; Phó Chủ tịch thứ nhất Hội đồng Bộ trưởng                   | 6/1971-5/1976     |                                         |
| 11  | Albert Norden (1904-1982)      | Bí thư Trung ương Đảng                                                                  | 6/1971-5/1976     |                                         |
| 12  | Horst Sindermann (1915-1990)   | Phó Chủ tịch Hội đồng Bộ trưởng                                                         | 6/1971-10/1973    | Ủy viên Hội đồng Quốc phòng từ năm 1972 |
| 12  | Horst Sindermann (1915-1990)   | Ủy viên Hội đồng Quốc phòng; Chủ tịch Hội đồng Bộ trưởng                                | 10/1973-5/1976    |                                         |
| 13  | Willi Stoph (1910-1999)        | Ủy viên Hội đồng Quốc phòng; Chủ tịch Hội đồng Bộ trưởng;Phó Chủ tịch Hội đồng Nhà nước | 6/1971-10/1973    |                                         |
| 13  | Willi Stoph (1910-1999)        | Ủy viên Hội đồng Quốc phòng; Chủ tịch Hội đồng Nhà nước                                 | 10/1973-5/1976    |                                         |
| 14  | Walter Ulbricht (1893-1973)    | Chủ tịch Hội đồng Nhà nước; Ủy viên Hội đồng Quốc phòng                                 | 6/1971-8/1973     | Mất khi đang tại nhiệm                  |
| 15  | Paul Verner (1911-1986)        | Bí thư Trung ương Đảng                                                                  | 6/1971-5/1976     |                                         |
| 16  | Herbert Warnke (1902-1975)     | Chủ tịch Liên hiệp Công đoàn Đức Tự do                                                  | 6/1971-3/1975     | Mất khi đang tại nhiệm                  |
| 17  | Heinz Hoffmann (1910-1985)     | Ủy viên Hội đồng Quốc phòng; Bộ trưởng Bộ Quốc phòng                                    | 10/1973-5/1976    | Bầu bổ sung                             |
| 18  | Harry Tisch (1927-1995)        | Chủ tịch Liên hiệp Công đoàn Đức Tự do                                                  | 6/1975-5/1976     | Bầu bổ sung                             |

## Ủy viên dự khuyết
| STT | Họ tên                        | Chức vụ đảm nhiệm                                           | Chức vụ đảm nhiệm | Ghi chú                                   |
| STT | Họ tên                        | Chức vụ                                                     | Nhiệm kỳ          | Ghi chú                                   |
| --- | ----------------------------- | ----------------------------------------------------------- | ----------------- | ----------------------------------------- |
| 1   | Georg Ewald (1926-1973)       | Bộ trưởng Bộ Nông nghiệp, Lâm nghiệp và Quản lý Thực phẩm   | 6/1971-9/1973     | Mất khi đang tại nhiệm                    |
| 2   | Werner Jarowinsky (1927-1990) | Bí thư Trung ương Đảng                                      | 6/1971-5/1976     |                                           |
| 3   | Margarete Müller (1931-)      | Ủy viên Hội đồng Nhà nước; Phụ trách Hợp tác xã Nông nghiệp | 6/1971-5/1976     | nữ                                        |
| 4   | Walter Halbritter (1927-2003) | Bộ trưởng, Chủ nhiệm Ủy ban Vật giá Nhà nước                | 6/1971-10/1973    |                                           |
| 5   | Günther Kleiber (1931-2013)   | Phó Chủ tịch Hội đồng Bộ trưởng                             | 6/1971-5/1976     |                                           |
| 6   | Erich Mielke (1907-2000)      | Ủy viên Hội đồng Quốc phòng; Bộ trưởng Bộ An ninh           | 6/1971-5/1976     |                                           |
| 7   | Harry Tisch (1927-1995)       | Bí thứ thứ nhất Tỉnh ủy Rostock                             | 6/1971-6/1975     | Trở thành Ủy viên chính thức Bộ Chính trị |
| 8   | Werner Felfe (1928-1988)      | Bí thứ thứ nhất Tỉnh ủy Halle                               | 10/1973-5/1976    | Bầu bổ sung                               |
| 9   | Joachim Herrmann (1928-1992)  | Bộ trưởng Nhà nước về các vấn đề Tây Đức                    | 10/1973-5/1976    | Bầu bổ sung                               |
| 10  | Inge Lange (1927-2013)        | Bí thư Trung ương Đảng                                      | 10/1973-5/1976    | Bầu bổ sung                               |
| 11  | Konrad Naumann (1928-1992)    | Bí thư Thứ nhất Thành ủy Berlin                             | 10/1973-5/1976    | Bầu bổ sung                               |
| 12  | Gerhard Schürer (1921-2010)   | Chủ tịch Ủy ban Kế hoạch Nhà nước                           | 10/1973-5/1976    | Bầu bổ sung                               |